# Primera División Femenina de España
La Primera División Femenina de España o Liga F moeve por motivos de patrocinio, cuyo nombre oficial es Primera División Nacional de Fútbol Femenino—, es la máxima categoría femenina dentro del Sistema de ligas de fútbol de España y la principal competición a nivel de clubes del país. Disputada ininterrumpidamente desde la temporada 1988-89, está organizada por la Liga Profesional de Fútbol Femenino (LPFF) —constituida a efecto en 2022 para su profesionalización—, tras relevar en el cometido a la Real Federación Española de Fútbol (RFEF), la cual sigue organizando el resto de categorías hasta el fútbol autonómico regional.
Es por tanto la única categoría con estatus profesional en el fútbol femenino de España, tras un largo proceso de reconocimiento, y ser finalmente aprobados sus estatutos por parte el Consejo Superior de Deportes (CSD). Dicha condición sólo la poseen otras tres competiciones en el país, la Primera y Segunda División del fútbol masculino, y la Liga ACB de baloncesto.
Es considerada como una de las ligas más importantes a nivel europeo según la Unión de Asociaciones Europeas de Fútbol (UEFA), máximo rector futbolístico a nivel continental, siendo la tercera con mejor coeficiente, únicamente por detrás de la Première Ligue francesa y la Bundesliga alemana.
A lo largo de su historia, únicamente doce clubes han resultado campeones de Primera División; el más laureado con 10 títulos es el Fútbol Club Barcelona, seguido del Athletic Club (5), Levante Unión Deportiva y el Atlético de Madrid (4), Añorga Kirol eta Kultur Elkartea, Club Deportivo Oroquieta Villaverde y el Rayo Vallecano de Madrid (3) y Real Club Deportivo Espanyol, Extremadura Femenino Club de Fútbol, Peña Barcelonista Barcilona, Oiartzun Kirol Elkartea y Málaga Club de Fútbol con un solo título. El récord de goles en una misma temporada lo tiene el Levante con 252, cifra alcanzada en la 2000-01, mientras que el récord de puntos es 99, logrados por Barcelona en la temporada 2020-21.

## Historia

### Denominaciones del Campeonato de Liga
La denominación genérica de la competición es «Campeonato de Liga» pese a que sea conocida por otros diversos términos desde que se crease en 1988. Así pues, ha contado con las siguientes denominaciones:
- Liga Nacional Femenina (1988-96).
- División de Honor Femenina (1996-01).
- Superliga Femenina (2001-11).
- Primera División Femenina (2011 en adelante).

### Antecedentes del fútbol femenino

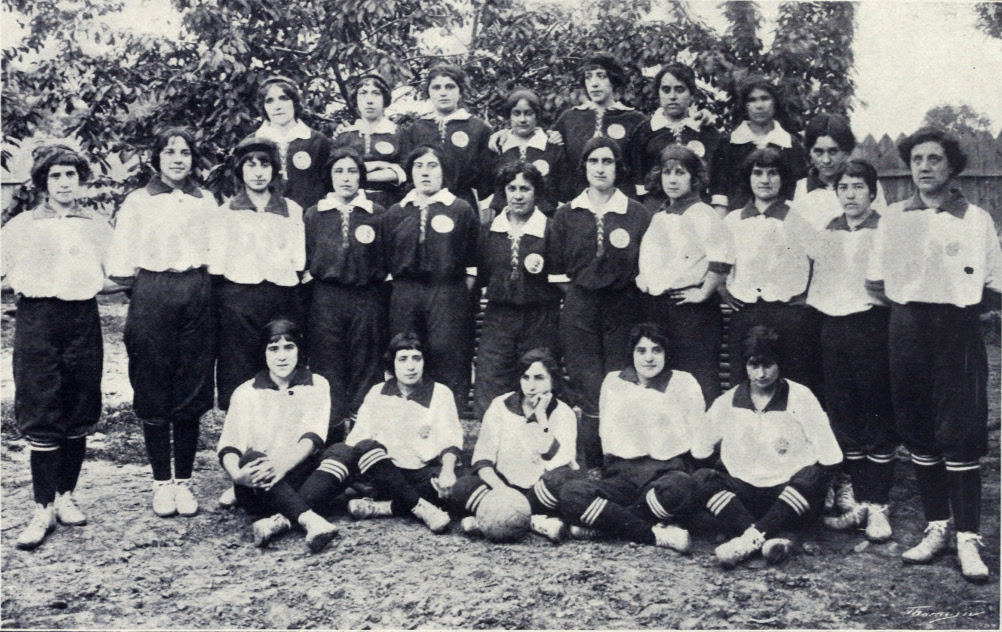
El Spanish Girl's Club, primer club femenino español (1914).

Pese a que recientes estudios sitúan el origen del fútbol femenino en España en la primavera de 1914 con el establecimiento del primer club en Barcelona, el Spanish Girl's Club, es una disciplina relativamente nueva y aún en expansión en el país. Ese equipo se vio abocado a la desaparición debido al poco apoyo y comprensión recibido por parte de aficionados y medios. No en vano, incluso el masculino trataba de sobrevivir en una época que aún trataba de aceptar ese deporte y no calificarlo de rudimentario y peligroso, teniendo un lento pero progresivo desarrollo. No sucedió así con el femenino, que por causa del nulo apoyo de un deporte que no atraía a espectadores ni patrocinadores y despreciado por la prensa, hasta que en el período estival de 1914 —y coincidiendo con estallido de la Primera Guerra Mundial— el Spanish Girl's Club cesó sus actividades.
Durante su corto período de práctica jugó varios partidos entre los dos equipos de su seno teniendo en Paco Bru —futbolista, principal valedor y promotor— y Narciso Masferrer a dos de sus mayores apoyos. Así pues, el 9 de junio de 1914 se disputó el primer partido de fútbol femenino en España del que se tiene constancia. Disputado en el Velódromo Parque de Deportes, el Montserrat y el Giralda —pertenecientes ambos al Spanish Girl's Club y diferenciándose en el color de sus camisas— jugaron en beneficio de la Federación Femenina contra la Tuberculosis finalizando el encuentro por 1-2, no levantando demasiado entusiasmo:

“Esta primera actuación de la mujer en el viril fútbol, no nos satisfizo, no sólo por su poco aspecto sportivo, sino que también porque a las descendientes de la madre Eva les obliga a adoptar tan poco adecuadas como inestéticas posiciones, que eliminan la gracia femenil".”
Crónica del Diario El Mundo Deportivo. 11 de junio de 1914. Barcelona

Hubo de esperar varios años para asistir de nuevo a la fundación de equipos femeninos: así, en 1932 existía el Club Deportivo Pontejos, del municipio de Marina de Cudeyo (Cantabria); otros se fundaron ya en los años 1970 y casi en clandestinidad, y no fue hasta noviembre del año 1980 cuando finalmente la Real Federación Española de Fútbol (RFEF) reconoció al fútbol femenino. Hechos y procedimientos cuestionables que sin embargo que no distaban mucho de parecer a nivel internacional, teniendo como ejemplo a la inglesa The Football Association, pionera e inventora del fútbol, que no reconoció a la rama femenina hasta 1969. Dos años después, la UEFA instó a todas sus asociaciones afiliadas a la gestión y fomento del fútbol femenino y que fue consolidándose con el paso de los años.
En España se produjeron los primeros movimientos el 5 de mayo de 1971 cuando se reunieron en el hotel Claridge de Madrid los presidentes de trece clubes, representando a más de cuarenta de diversos puntos de España. El objetivo de la reunión fue la constitución del Consejo Nacional del Fútbol Femenino —primer órgano regulador del fútbol femenino—, que agrupaba a todos los clubes allí representados. El acto, encaminado al reconocimiento y aceptación de la RFEF para su desarrollo, fue reproducido por la prensa:

“En un hotel de Madrid, se celebró ayer una reunión de presidentes de equipos femeninos de fútbol a escala nacional. De resaltes de la misma fue designado el Comité Organizador del Fútbol Femenino que por votación de los representantes de los equipos quedó compuesto de la siguiente manera: presidente, Javier Jiménez (Valencia CF); vicepresidente, Julián Esteban Lillo (Madrid Cultural Femenino); secretario, Miguel Ángel Rubio Roiz (Brujas de Madrid); Tesorero, Manuel Carlón (Sizam de Madrid). Como vocales fueron nombrados, José Mérida (Fuengirola) y Miguel Yuste (Racing de Valencia). A continuación se hizo una total planificación del fútbol femenino nacional que será presentada al Pleno de la Federación Española de Fútbol en el próximo mes de junio. Según palabras del recién nombrado presidente del Consejo organizador, parece ser que los contactos preliminares son optimistas, lo que pudiera suponer que a partir del próximo junio el fútbol femenino quedará integrado en la Federación Española.”
Diario Marca. 6 de mayo de 1971. Madrid

Pese a los buenos augurios, la integración no se produjo hasta casi una década después. Y ya sí, desde ese momento, se organizó rápidamente el primer campeonato femenino de la historia del país, la Copa Reina Sofía de 1981. Tomaron parte dieciséis equipos y fue disputado bajo un sistema de liguilla de cuatro grupos previo a las semifinales, donde finalmente el Karbo Deportivo de La Coruña se proclamó vencedor el 28 de junio frente a la Unión Risco de Las Palmas por 2-1. Sin embargo, careció de oficialidad, y no fue hasta dos años después cuando se regularizó a cargo de la RFEF bajo el nombre de Campeonato de España Femenino.
Al no existir ninguna otra competición femenina oficial a nivel estatal, este torneo era considerado el más importante hasta la creación de la Liga Nacional Femenina, variando la denominación del Campeonato de España por el actual de Copa de la Reina, a imagen y semejanza del Campeonato de España masculino, la Copa del Rey.

### Primeras ediciones bajo amparo de la Federación Española
La Liga Nacional Femenina fue creada por la Real Federación Española de Fútbol en la temporada 1988-89, ya que el Consejo Nacional del Fútbol Femenino desapareció poco tiempo después de su creación estando carente pues el género de un órgano profesional autónomo, algo que aún sigue sin producirse en la actualidad. Debido a ello, la RFEF estableció el Subcomité de Fútbol Femenino como su ente regulador y teniendo a su principal valedora en María Teresa Andreu.
En la primera edición de la competición, considerada amateur o semi-profesional por regulación, estuvo formada por un grupo único en el tomaron parte nueve clubes de la geografía española, a saber: el Olímpico Fortuna y el Fútbol Femenino Parque Alcobendas de Madrid, el Club Deportivo Puente Castro Femenino de León, el Club Deportivo Atlético Santa María del Camí de Baleares, y los catalanes Club de Fútbol Femenino Vallés Occidental Aluvall, Real Club Deportivo Español Inreplast, Club Femení Barcelona, Centre d'Esports Sabadell Futbol Club y Peña Barcelonista Barcilona Deco Parquet, quien se proclamó como primer campeón de la competición. Mar Prieto, Arantza del Puerto, Nuria Sala, Silvia Roca, Francina Pubill o Judith Pascual fueron algunos de los primeros nombres propios de la competición.
El alto número de contendientes catalanes, fue debido al auge y repercusión que tuvo la disciplina en la comunidad autónoma ya que contó desde sus inicios en los años 1970 con el apoyo de algunos clubes profesionales masculinos y de la Federación Catalana de Fútbol, organizando la Copa Pernod que desembocó en el primer Campeonato de Cataluña.
Pese a las notables pérdidas económicas que suponía para los clubes, fue consolidándose y creciendo por lo que para el final de la octava edición se decidió ampliar el número de clubes inscritos y llevar a cabo la primera gran reestructuración. Hasta la fecha, un total de cinco clubes consiguieron proclamarse vencedores: la ya mencionada P. B. Barcilona, el Atlético Villa de Madrid, el Oiartzun Kirol Elkartea, el Club Deportivo Oroquieta Villaverde, y el más laureado con tres títulos Sociedad Cultural y Deportiva Añorga (en euskera: Añorga Kirol eta Kultur Elkartea).

### Las reestructuraciones y conflicto con LaLiga

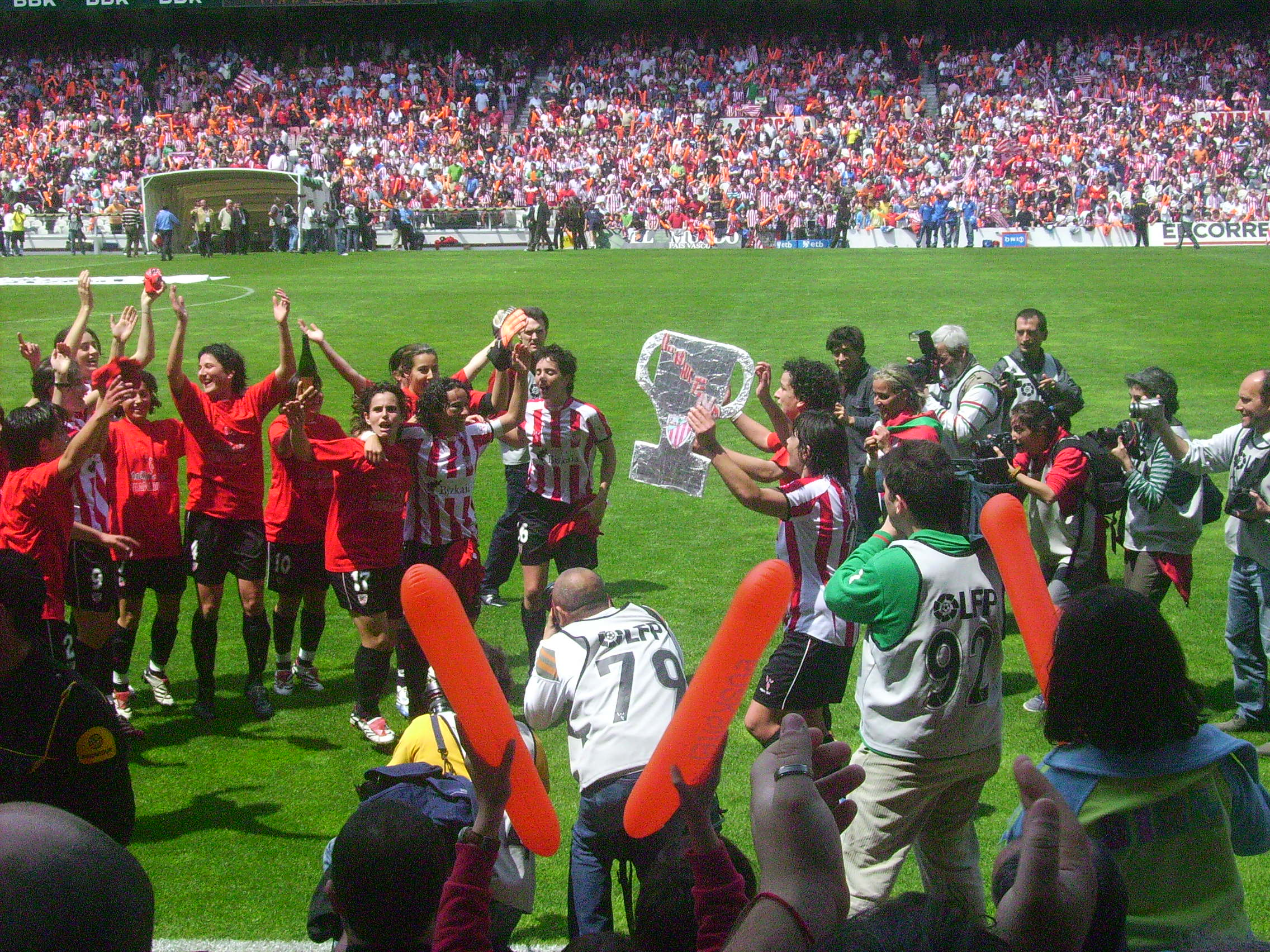
El Athletic Club es el segundo equipo más laureado con cinco títulos.

A partir de la temporada 1996-97 pasó a denominarse como División de Honor Femenina, repartiendo a los clubes participantes en cuatro grupos según criterios de proximidad geográfica. Esta fase regular en la que los equipos jugaron todos contra todos a doble partido, tuvo una inscripción histórica de 42 participantes, donde los cuatro campeones de cada grupo avanzaron a una fase final eliminatoria. La llamada liga de campeones dictaminó como vencedor al Sant Vicent Valencia Club de Fútbol Femenino tras imponerse al Añorga K. K. E guipuzcoano.
El nuevo formato dio un gran impulso a la competición y vio como se aumentó el número de participantes hasta los 54. Sin embargo, la gran diferencia de nivel entre los diferentes clubes hizo que se hiciese necesaria una nueva reestructuración a semejanza de la anterior Liga Nacional y tal como se disputaba con gran éxito en categoría masculina. Once fue el número decidido de equipos a contender, los mejores del panorama nacional.
Esto conllevó un nuevo cambio de denominación para la edición 2001-02. La Superliga Femenina, nuevamente formada por un grupo único, estableció además que el campeón obtuviese la clasificación para la recién creada Copa de la UEFA Femenina —máxima competición europea de clubes femeninos en Europa—. El Levante Unión Deportiva fue quien representó a España en la primera edición del torneo continental al proclamarse vencedor del campeonato de 2001, y hacerlo también en el año de la primera Superliga en 2002. En sus dos participaciones no pudo superar la fase de grupos dejando constancia que el fútbol femenino español debía todavía mejorar en comparación con el del norte europeo.
En la temporada 2008/09, el campeonato se amplió de 14 a 16 equipos participantes.
En la temporada 2009-10, la Real Federación Española de Fútbol, a pesar de la oposición de la mayoría de los clubes y de las jugadoras, llevó a cabo una importante remodelación de la competición, pasando de 16 a 24 participantes. El objetivo era intentar dar entrada a los principales clubes de la Liga Nacional de Fútbol Profesional masculina, aunque finalmente tan sólo dos clubes de la Primera División se sumaron al proyecto: el Sevilla F. C. y el Real Valladolid. Con la ampliación de la Superliga se recuperó el formato de varios grupos, disputándose el campeonato en dos fases y con una eliminatoria final a doble partido para determinar al campeón.
El nuevo formato impulsado por la RFEF tan solo se mantuvo durante dos temporadas, tras las cuales se recuperó el grupo único, con 16 equipos participantes, y bajo la nueva denominación de Primera División Femenina, de manera genérica, y bajo tutela de Liga Nacional de Fútbol Profesional (LaLiga - LNFP). Sin embargo, dicha irrupción de LaLiga en materia de organización, presidida por Javier Tebas, supuso un conflicto con la RFEF. La intención de crear una nueva competición paralela con acceso a las competiciones europeas —al ser el ente federativo al que responde la UEFA—, en contraposición a la ya establecida competición, supuso varios contenciosos entre ambos estamentos que amenazaron al fútbol femenino.

### Una profesionalización tardía
Finalmente, en la temporada 2019-20 los clubes se adscribieron voluntariamente a la nueva competición organizada por la RFEF denominada Primera División PRO o Primera División femenina RFEF. El nuevo formato trajo novedades como la restricción de jugadoras extranjeras a un máximo de cuatro por equipo, circunstancia inexistente hasta el momento, así como establecer un mínimo de jugadoras sub-23, una medida para garantizar el desarrollo del fútbol base. Todas ellas siempre bajo acuerdo entre la Asociación de Clubes de Fútbol Femenino (ACFF) y la Asociación de Futbolistas Españoles (AFE). Se creó también la Supercopa de España, competición inexistente en el fútbol femenino, a disputar en adelante entre el campeón de liga y el de la Copa de la Reina. Del mismo modo y pese a mantener el número de participantes en dieciséis, se especuló con la posibilidad de variar la cantidad de ascensos-descensos de cada temporada, así como la vía de play-off, bajo supervisión de Iñaki Mikeo, director del fútbol femenino de la RFEF.
El proceso de profesionalización ha ido en paralelo a las políticas de igualdad en España. El 21 de mayo de 2020 la Asociación de Clubes de Fútbol Femenino (ACFF) solicitó al Consejo Superior de Deportes (CSD), presidido por Irene Lozano, la consideración de la liga como profesional. Poco después la competición firmó el primer convenio colectivo del fútbol femenino en una liga europea. Tras la firma del convenio colectivo, la ACFF hizo gestiones con PP y Ciudadanos para que la presión política llevara a incluir a la Primera División femenina en los circuitos profesionales.
Según el artículo 8 de la Ley 10/1990 del Deporte, para que sea considerada profesional debe haber “vínculos laborales entre clubes y deportistas” y poseer “importancia y dimensión económica” requisitos todos ellos que consagra el convenio y que fue publicado en el BOE en agosto. La ley del deporte de 1990 establecía tan solo tres competiciones profesionales en España (Primera y Segunda División de Fútbol y Liga masculina de Baloncesto (ACB). Con estos requisitos y el convenio firmado, ha sido el propio Consejo Superior de Deportes (CSD) el que ha anunciado que la liga femenina será considerada profesional desde la temporada 2021/22.
La profesionalización implica que la Real Federación Española de Fútbol (RFEF) dejará de organizar las competiciones, y que serán los clubes los que tengan las competencias para gestionar y disponer de los derechos comerciales y audiovisuales, y los que manejen los ingresos.

## Patrocinadores
La lista de patrocinadores de Liga F es la siguiente:
Moeve (name partner)
Puma (marca oficial)
Panini (editorial)
EA Sports FC24 (videojuegos de deportes)
GSK (empresa farmacéutica)

## Participantes

### Temporada 2025-26
| Equipos de la temporada 2025-26 |            |                            |            |
| Club                            | Temporadas | Club                       | Temporadas |
| Alhama C. F.                    | 1          | Athletic Club              | 23         |
| Atlético de Madrid              | 22         | F. C. Barcelona            | 33         |
| R. C. D. La Coruña              | 3          | Dux Logroño                | 3          |
| S. D. Eibar                     | 6          | R. C. D. Espanyol          | 27         |
| Granada C. F.                   | 3          | Levante U. D.              | 29         |
| F. C. Levante Badalona          | 5          | Madrid C. F. F.            | 7          |
| Real Madrid C. F.               | 5          | Real Sociedad              | 19         |
| Sevilla F. C.                   | 13         | U. D. Costa Adeje Tenerife | 10         |

Entre los participantes, el Alhama Club de Fútbol es el equipo más joven del campeonato al disputar una sola temporada en la máxima categoría, en contraposición con el Fútbol Club Barcelona (33) y el Levante Unión Deportiva (29) quienes han disputado la mayoría de las 37 ediciones del campeonato.
En el palmarés del Real Madrid C. de F. se incluye la temporada 2019/2020  del C.D. TACON mientras que al del Levante Unión Deportiva se le añaden también las temporadas 96/97 y 97/98 del San Vicente CFF. Estos clubes (TACON y San Vicente) fueron adquiridos por sus actuales propietarios (Real Madrid y Levante UD) respectivamente. En el palmarés del Sevilla Fútbol Club no figuran las temporadas 2005/06, 2006/07 y 2007/08 ya que aunque en el año 2004 el Sevilla Fútbol Club adquiere el equipo femenino del  C. D. Híspalis , en 2008 el Sevilla Fútbol Club se desvincula del C. D. Híspalis y crea un nuevo equipo femenino, existiendo aún este último

## Sistema de competición
La competición la disputan anualmente 16 equipos que juegan en un único grupo enfrentándose todos contra todos a doble partido (un partido en campo propio y otro en campo contrario), según un calendario previamente establecido por sorteo.
Los equipos puntúan en función de sus resultados: tres puntos por partido ganado, uno por el empate y ninguno por las derrotas. El club que suma más puntos al término del campeonato se proclama campeón de liga y obtiene una plaza para la siguiente edición de la Liga de Campeones de la UEFA, al igual que el segundo clasificado. Asimismo, los ocho primeros clasificados disputan la Copa de la Reina al término de la liga. Los dos últimos equipos descienden a Segunda División Femenina y de esta ascienden recíprocamente dos equipos.

## Historial
Para un mejor detalle de cada edición véase Historial de la Primera División Femenina de España
A lo largo de su historia doce clubes han resultado campeones, el F. C. Barcelona y el Athletic Club son los más laureados con diez y cinco campeonatos respectivamente. El vigente campeón de liga es el F. C. Barcelona. El primero fue el Barcilona Deco Parquet, equipo de fútbol femenino de la Penya Barcelonista Barcilona.
Nota: Nombres y banderas de los equipos según la época. Entre paréntesis indicados los últimos títulos logrados.
| Temporada                                               | Campeón                       | Subcampeón                    | Tercero                    | Notas                                                                       |
| Liga Nacional                                           | Liga Nacional                 | Liga Nacional                 | Liga Nacional              | Liga Nacional                                                               |
| ------------------------------------------------------- | ----------------------------- | ----------------------------- | -------------------------- | --------------------------------------------------------------------------- |
| 1988-89                                                 | P. B. Barcilona Deco Parquet  | C. F. F. Parque Alcobendas    | R. C. D. Español Inreplast |                                                                             |
| 1989-90                                                 | Atlético Villa de Madrid      | P. B. Barcilona Deco Parquet  | R. C. D. Español Inreplast |                                                                             |
| 1990-91                                                 | Oiartzun K. E.                | Atlético Villa de Madrid      | Añorga K. K. E.            |                                                                             |
| 1991-92                                                 | Añorga K. K. E.               | C. F. Barcelona               | Oiartzun K. E.             | Campeón invicto                                                             |
| 1992-93                                                 | C. D. Oroquieta Villaverde    | Añorga K. K. E.               | C. F. Barcelona            |                                                                             |
| 1993-94                                                 | C. D. Oroquieta Villaverde    | Añorga K. K. E.               | C. F. Barcelona            |                                                                             |
| 1994-95                                                 | Añorga K. K. E.               | C. D. Oroquieta Villaverde    | R. C. D. Español Inreplast |                                                                             |
| 1995-96                                                 | Añorga K. K. E.               | C. D. Oroquieta Villaverde    | R. C. D. Español Inreplast |                                                                             |
| División de Honor                                       |                               |                               |                            |                                                                             |
| 1996-97                                                 | Sant Vicent Valencia C. F. F. | Añorga K. K. E.               |                            | Sistema de grupos con eliminatoria final[A]                                 |
| 1997-98                                                 | C. A. Málaga                  | Sant Vicent Valencia C. F. F. |                            | Sistema de grupos con eliminatoria final[A]                                 |
| 1998-99                                                 | C. D. Oroquieta Villaverde    | C. F. F. Irex Puebla          |                            | Sistema de grupos con eliminatoria final[A]                                 |
| 1999-00                                                 | C. F. F. Irex Puebla          | A. D. Torrejón C. F.          |                            | Sistema de grupos con eliminatoria final[A]                                 |
| 2000-01                                                 | Levante U. D.                 | Eibartarrak F. T.             |                            | Sistema de grupos con eliminatoria final. Campeón con todo victorias[A]     |
| Superliga                                               |                               |                               |                            |                                                                             |
| 2001-02                                                 | Levante U. D.                 | C. F. F. Irex Puebla          | R. C. D. Espanyol          | Se vuelve al grupo único. 1.º título en propiedad otorgado                  |
| 2002-03                                                 | Athletic Club                 | Levante U. D.                 | C. F. F. Irex Puebla       |                                                                             |
| 2003-04                                                 | Athletic Club                 | C. E. Sabadell F. C.          | Levante U. D.              |                                                                             |
| 2004-05                                                 | Athletic Club                 | Levante U. D.                 | R. C. D. Espanyol          | Campeón invicto. 2.º trofeo en propiedad otorgado.                          |
| 2005-06                                                 | R. C. D. Espanyol             | C. D. Híspalis                | Levante U. D.              |                                                                             |
| 2006-07                                                 | Athletic Club                 | R. C. D. Espanyol             | Levante U. D.              |                                                                             |
| 2007-08                                                 | Levante U. D.                 | Rayo Vallecano                | Athletic Club              |                                                                             |
| 2008-09                                                 | Rayo Vallecano                | Levante U. D.                 | Athletic Club              |                                                                             |
| 2009-10                                                 | Rayo Vallecano                | R. C. D. Espanyol             | Athletic Club              | Play-off por el título[B]                                                   |
| 2010-11                                                 | Rayo Vallecano                | R. C. D. Espanyol             | Athletic Club              | Play-off por el título[B] 3.º trofeo en propiedad otorgado.                 |
| Campeonato Nacional de Liga de Primera División         |                               |                               |                            |                                                                             |
| 2011-12                                                 | F. C. Barcelona               | Athletic Club                 | R. C. D. Espanyol          |                                                                             |
| 2012-13                                                 | F. C. Barcelona               | Athletic Club                 | Atlético de Madrid         |                                                                             |
| 2013-14                                                 | F. C. Barcelona               | Athletic Club                 | Atlético de Madrid         | 4.º trofeo en propiedad otorgado                                            |
| 2014-15                                                 | F. C. Barcelona               | Atlético de Madrid            | Athletic Club              |                                                                             |
| 2015-16                                                 | Athletic Club                 | F. C. Barcelona               | Atlético de Madrid         |                                                                             |
| 2016-17                                                 | Atlético de Madrid            | F. C. Barcelona               | Valencia C. F.             | Campeón invicto                                                             |
| 2017-18                                                 | Atlético de Madrid            | F. C. Barcelona               | Athletic Club              |                                                                             |
| 2018-19                                                 | Atlético de Madrid            | F. C. Barcelona               | Levante U. D.              | 5.º trofeo en propiedad otorgado                                            |
| 2019-20                                                 | F. C. Barcelona               | Atlético de Madrid            | Levante U. D.              | Campeón por decisión administrativa, campeonato inconcluso. Campeón invicto |
| 2020-21                                                 | F. C. Barcelona               | Real Madrid C. F.             | Levante U. D.              | Tres plazas Champions, Campeón con mayor puntuación y goles                 |
| 2021-22                                                 | F. C. Barcelona               | Real Sociedad                 | Real Madrid C. F.          | Campeón con pleno de victorias e invicto. 6.º trofeo en propiedad otorgado. |
| Liga Profesional de Fútbol Femenino de Primera División |                               |                               |                            |                                                                             |
| 2022-23                                                 | F. C. Barcelona               | Real Madrid C. F.             | Levante U. D.              | La LPFF sucede a la RFEF como organizador.                                  |
| 2023-24                                                 | F. C. Barcelona               | Real Madrid C. F.             | Atlético de Madrid         | Campeón invicto.                                                            |
| 2024-25                                                 | F. C. Barcelona               | Real Madrid C. F.             | Atlético de Madrid         | Récord de campeonatos consecutivos. 7.º trofeo en propiedad otorgado.       |

A^ Campeonatos de liga resueltos con sistemas de play-off entre los cuatro campeones de cada grupo.
B^ En las temporadas 2009/10 y 2010/11 se realizó un play-off entre los dos primeros clasificados para determinar el campeón. En ambos casos, ganó la liga el RCD Espanyol; sin embargo, fue el Rayo Vallecano quien se hizo con el campeonato gracias a la eliminatoria.

## Palmarés
Nota: indicados en negrita las temporadas en las que también consiguió el título del Campeonato de España de Copa, señalado como doblete nacional.
| Club                        | 1.º | 2.º | Años de los campeonatos                                    |
| --------------------------- | --- | --- | ---------------------------------------------------------- |
| F. C. Barcelona [C]         | 10  | 5   | 2012, 2013, 2014, 2015, 2020, 2021, 2022, 2023, 2024, 2025 |
| Athletic Club               | 5   | 3   | 2003, 2004, 2005, 2007, 2016                               |
| Levante U. D. [D]           | 4   | 4   | 1997, 2001, 2002, 2008                                     |
| Atlético de Madrid[E]       | 4   | 3   | 1990, 2017, 2018, 2019                                     |
| Añorga K. K. E.             | 3   | 3   | 1992, 1995, 1996                                           |
| C. D. Oroquieta Villaverde  | 3   | 2   | 1993, 1994, 1999                                           |
| Rayo Vallecano              | 3   | 1   | 2009, 2010, 2011                                           |
| R. C. D. Espanyol           | 1   | 3   | 2006                                                       |
| Extremadura F. C. F.[F]     | 1   | 2   | 2000                                                       |
| Peña Barcelonista Barcilona | 1   | 1   | 1989                                                       |
| Oiartzun K. E.              | 1   | -   | 1991                                                       |
| Málaga C. F. [G]            | 1   | -   | 1998                                                       |
| Real Madrid C. F.           | -   | 4   |                                                            |
| C. F. F. Parque Alcobendas  | -   | 1   |                                                            |
| A. D. Torrejón C. F.        | -   | 1   |                                                            |
| S. D. Eibar[H]              | -   | 1   |                                                            |
| C. E. Sabadell F. C.        | -   | 1   |                                                            |
| Sevilla F. C.[I]            | -   | 1   |                                                            |
| Real Sociedad               | -   | 1   |                                                            |

C^ Incluido palmarés del predecesor Club Femení Barcelona.

D^ Incluido palmarés del predecesor San Vicente Valencia C. F..

E^ Incluido palmarés del predecesor Atlético Villa de Madrid.

F^ Incluido palmarés del predecesor CFF Irex Puebla.

G^ Incluido palmarés del predecesor Club Atlético Málaga.

H^ Incluido palmarés del predecesor Eibartarrak Futbol Taldea.

I^ Incluido palmarés del predecesor Club Deportivo Híspalis.

### Trofeos en propiedad
El trofeo de la Liga se entrega al club campeón, que lo conserva durante un año para luego cederlo al campeón de la siguiente edición. Después de devolverlo, los clubes solo pueden exhibir en sus vitrinas una copia a escala reducida del original. Sin embargo, el equipo que consigue ganar en cinco ocasiones alternas o tres consecutivas el mismo trofeo, se queda con él en propiedad. También se otorga en propiedad, cuando se estrena un nuevo formato de competición, al primer ganador del mismo.
- Fútbol Club Barcelona: Alberga tres trofeos en propiedad por haber ganado la Primera División tres veces consecutivas en los años 2012, 2013, 2014, en 2020, 2021, 2022 y en 2023, 2024 y 2025.
- Athletic Club: Alberga un trofeo en propiedad por haber ganado la Superliga tres veces consecutivas en los años 2003, 2004 y 2005.
- Rayo Vallecano: Alberga un trofeo en propiedad por haber ganado la Superliga tres veces consecutivas en los años 2009, 2010 y 2011.
- Levante U. D.: Alberga un trofeo en propiedad por haber ganado la primera Superliga disputada.
- Club Atlético de Madrid: Alberga un trofeo en propiedad por haber ganado la Primera División tres veces consecutivas en los años 2017, 2018 y 2019.

## Estadísticas

### Clasificación histórica
Esta tabla incluye todos los partidos jugados desde la temporada 2001-02, cuando la Primera División (denominada entonces Superliga) recuperó su formato de un solo grupo después de varios años con cuatro grupos y los ganadores de grupo jugando una final four.
| Pos |  | Club                         | Temporadas | Puntos | PJ  | PG  | PE  | PP  | GF   | GC  | Dif. | Títulos | % tít. | % Punt. |
| --- |  | ---------------------------- | ---------- | ------ | --- | --- | --- | --- | ---- | --- | ---- | ------- | ------ | ------- |
| 1   |  | Fútbol Club Barcelona        | 20         | 1352   | 579 | 431 | 59  | 89  | 1818 | 427 | 1391 | 10      | 50     | 77.83   |
| 2   |  | Levante Unión Deportiva      | 24         | 1337   | 671 | 407 | 116 | 148 | 1488 | 671 | 817  | 4       | 9.52   | 67.91   |
| 3   |  | Athletic Club                | 23         | 1304   | 641 | 397 | 103 | 150 | 1539 | 737 | 802  | 5       | 23.81  | 64.96   |
| 4   |  | Club Atlético de Madrid      | 18         | 1067   | 523 | 319 | 110 | 94  | 1125 | 522 | 603  | 4       | 14.29  | 68.22   |
| 5   |  | Real Club Deportivo Espanyol | 21         | 928    | 587 | 273 | 109 | 205 | 1204 | 871 | 375  | 1       | 14.29  | 53.62   |
| 6   |  | Rayo Vallecano de Madrid     | 19         | 895    | 544 | 268 | 91  | 185 | 1103 | 808 | 295  | 3       | 4.76   | 54.84   |
| 7   |  | Real Sociedad de Fútbol      | 19         | 790    | 557 | 222 | 124 | 211 | 837  | 787 | 50   | 0       | 0.00   | 47.37   |
| 8   |  | Valencia Club de Fútbol      | 18         | 654    | 527 | 185 | 99  | 243 | 781  | 870 | -89  | 0       | 0.00   | 42.32   |
| 9   |  | Sporting Club de Huelva      | 17         | 586    | 495 | 160 | 106 | 229 | 640  | 820 | -180 | 0       | 0.00   | 39.46   |
| 10  |  | Zaragoza Club de Fútbol      | 13         | 444    | 376 | 126 | 66  | 184 | 544  | 736 | -192 | 0       | 0.00   | 33.51   |

### Tabla histórica de goleadoras
Entre las máximas goleadoras del campeonato destaca la madrileña Natalia Pablos, quien marcó en torno a 342 tantos con el Rayo Vallecano de Madrid. Aún desconociéndose su cifra exacta por falta de referencias, posee el mejor ratio de goles por partido disputado de la historia del campeonato. Tras ella se sitúan los 288 goles de la madrileña Sonia Bermúdez y los 281 goles de la navarra Erika Vázquez. La mayor goleadora en activo del campeonato es la gallega Mari Paz Vilas. Vero Boquete es la jugadora con más anotaciones en una sola temporada con 39. 
La futbolista extranjera con más goles es la mexicana Charlyn Corral con 95. La internacional absoluta ecuatoguineana Jade Boho marcó en 147 ocasiones, pero no cuenta como extranjera por haber nacido de padre español en España, donde se crio y formó como futbolista.
Nota: Contabilizados los partidos y goles según actas oficiales. Resaltados jugadoras activos y club actual.
| Pos. | Jugador                | G.   | Part. | Prom. | Debut   | (Equipo debut)                     | Otros clubes |
| ---- | ---------------------- | ---- | ----- | ----- | ------- | ---------------------------------- | --- |
| 1    | Natalia Pablos         | 342  | 361   | 0.95  | 2000-01 | Rayo Vallecano (342-)              | |
| 2    | Sonia Bermúdez         | 288  | 393   | 0.73  | 2002-03 | C. F. F. Estudiantes de Huelva (3) | C. E. Sabadell F. C. (5), Rayo Vallecano (83), F. C. Barcelona (107), Atlético de Madrid (72), Levante U. D. (7)                                                                                     |
| 3    | Erika Vázquez          | +281 | +431  | 0.65  | 1999-00 | S. D. Lagunak (+18)                | Athletic Club (241), R. C. D. Espanyol (22) |
| 4    | Jennifer Hermoso       | 233  | 347   | 0.67  | 2006-07 | Atlético de Madrid (43)            | Rayo Vallecano (42), F. C. Barcelona (148) |
| 5    | Mari Paz Vilas         | 230  | 415   | 0.55  | 2006-07 | Levante U. D. (18)                 | F. C. Barcelona (18), R. C. D. Espanyol (50), Valencia C. F. (126), Real Betis (14), F. C. Levante Las Planas (4)                                                                                    |
| 6    | Adriana Martín         | 214  | 273   | 0.78  | 2003-04 | C. E. Sabadell F. C. (7)           | F. C. Barcelona (22), R. C. D. Espanyol (80), Rayo Vallecano (42), Atlético de Madrid (28), Levante U. D. (30), Málaga C. F. (5)                                                                     |
| 7    | Esther González        | 178  | 374   | 0.46  | 2009-10 | Levante U. D. (41)                 | C. A. Atlético Málaga (12), Sporting de Huelva (15), Atlético de Madrid (80), Real Madrid C. F. (30)                                                                                                 |
| 8    | Priscila Borja         | 173  | 441   | 0.39  | 2002-03 | C. D. Híspalis (1)                 | C. E. Sabadell F. C. (10), C. F. F. Estudiantes de Huelva (6), C. F. F. Irex Puebla (10), Sporting de Huelva (6), Atlético de Madrid (93), Rayo Vallecano (13), Real Betis (26), Madrid C. F. F. (8) |
| 9    | María José Pérez       | 170  | 374   | 0.46  | 2002-03 | C. E. Sabadell F. C. (34)          | C. F. F. Irex Puebla (28), C. F. F. Estudiantes de Huelva (14), U. D. Costa Adeje Tenerife (78), Levante U. D. (0)                                                                                   |
| =    | Alexia Putellas        | 170  | 384   | 0.44  | 2009-10 | R. C. D. Espanyol (3)              | Levante U. D. (15), F. C. Barcelona (152) |
| 11   | Nekane Díez            | 148  | 348   | 0.42  | 2007-08 | Athletic Club                      | |
| 12   | Jade Boho              | 147  | 343   | 0.45  | 2003-04 | A. D. Torrejón C. F. (33)          | Rayo Vallecano (61), Atlético de Madrid (12), Madrid C. F. F. (10), E. D. F. Logroño (28), Alhama C. F. (0)                                                                                          |
| 13   | Alba Redondo           | 139  | 300   | 0.46  | 2007-08 | Fundación Albacete (53)            | Levante U. D. (71), Real Madrid C. F. (15) |
| 14   | Cristina Martín-Prieto | 132  | 348   | 0.38  | 2009-10 | Sevilla F. C. (42)                 | Sporting de Huelva (49), U. D. Granadilla Tenerife (41) |
| 15   | Nahikari García        | 120  | 289   | 0.42  | 2013-14 | Real Sociedad (99)                 | Real Madrid C. F. (11), Athletic Club (10) |
| 16   | Marta Mateos           | 116  | 251   | 0.46  | 2003-04 | Levante U. D. (27)                 | A. D. Colegio Alemán (25), Valencia C. F. (64) |
| 17   | Sara Serna             | 114  | 214   | 0.53  | 2003-04 | R. C. D. Espanyol (90)             | U. E. L'Estartit (17), F. C. Levante Las Planas (7) |
| 18   | Olga García            | 105  | 267   | 0.39  | 2010-11 | F. C. Barcelona (75)               | Levante U. D. (17), Atlético de Madrid (12), Dux Logroño (1) |
| =    | Elisabeth Ibarra       | 105  | 367   | 0.29  | 2002-03 | Athletic Club                      | |
| 20   | Marta Cubí             | 104  | 240   | 0.43  | 2003-04 | R. C. D. Espanyol (71)             | F. C. Barcelona (11), C. E. Sant Gabriel (21), F. C. Levante Las Planas (1) |
| 21   | Auxi Jiménez           | +103 | +97   | 1.06  | 1995-96 | C. A. Atlético Málaga (+5)         | Levante U. D. (+7), C. F. F. Estudiantes de Huelva (27), C. D. Híspalis (87) |
| 22   | Bárbara Latorre        | 102  | 318   | 0.32  | 2011-12 | Transportes Alcaine (33)           | R. C. D. Espanyol (19), F. C. Barcelona (28), Real Sociedad (10), Atlético de Madrid (10), F. C. Levante Las Planas (0), Deportivo Abanca (2)                                                        |
| 23   | Iraia Iturregi         | 100  | 425   | 0.36  | 1999-00 | C. D. Sondika (2)                  | S. D. Leoia (40), Athletic Club (58) |
| 24   | Irune Murua            | 99   | 277   | 0.36  | 2003-04 | Athletic Club                      | |
| 25   | Ana Romero             | 96   | 307   | 0.31  | 2004-05 | C. D. Híspalis (17)                | Rayo Vallecano (14), R. C. D. Espanyol (47), F. C. Barcelona (10), Valencia C. F. (6), Real Betis (2)                                                                                                |
| =    | Saray García           | +96  | +345  | 0.28  | 1999-00 | A. D. Torrejón C. F. (+57)         | Rayo Vallecano (34), Madrid C. F. F. (5), E. D. F. Logroño (0) |
| 27   | Charlyn Corral         | 95   | 138   | 0.69  | 2015-16 | Levante U. D. (87)                 | Atlético de Madrid (8) |
| 28   | Asisat Oshoala         | 92   | 108   | 0.85  | 2018-19 | F. C. Barcelona                    | |
| 29   | Mariona Caldentey      | 91   | 272   | 0.33  | 2010-11 | U. D. Collerense (17)              | F. C. Barcelona (74) |
| 30   | Vero Boquete           | 90   | 148   | 0.61  | 2005-06 | Transportes Alcaine (21)           | R. C. D. Espanyol (69) |

Estadísticas actualizadas hasta el último partido de la temporada 2024-25.

### Jugadoras con más partidos disputados
Nota: resaltados futbolistas en activo en la categoría durante la campaña 2024-25 además de su actual equipo.
| Pos. | Jugador                | Part. | Tit.   | Temp.        | Equipo debut                       | Otros clubes |
| ---- | ---------------------- | ----- | ------ | ------------ | ---------------------------------- | --- |
| 1    | Marta Torrejón         | 542   | (501)  | 2004-05 (21) | R. C. D. Espanyol (213)            | F. C. Barcelona (329) |
| 2    | Silvia Meseguer        | 470   | (444)  | 2005-06 (18) | Transportes Alcaine (71)           | R. C. D. Espanyol (144), Atlético de Madrid (225), Sevilla F. C. (33) |
| 3    | Vanesa Gimbert         | +464  | (+456) | 1998-99 (24) | Montilla C. F. (+0)                | Levante U. D. (+5), C. F. F. Estudiantes de Huelva (10), C. D. Híspalis (69), R. C. D. Espanyol (88), Athletic Club (231)                                                                                |
| 4    | Amanda Sampedro        | 442   | (383)  | 2007-08 (17) | Atlético de Madrid (385)           | Sevilla F. C. (28) |
| 5    | Priscila Borja         | 441   | (400)  | 2002-03 (19) | C. D. Híspalis (6)                 | C. E. Sabadell F. C. (20), C. F. F. Estudiantes de Huelva (20), C. F. F. Irex Puebla (47), Sporting de Huelva (24), Atlético de Madrid (186), Rayo Vallecano (29), Real Betis (76), Madrid C. F. F. (33) |
| 6    | Melanie Serrano        | 436   | (371)  | 2004-05 (19) | F. C. Barcelona (406)              | F. C. Levante Badalona (30) |
| 7    | Erika Vázquez          | +431  | (+390) | 1999-00 (21) | S. D. Lagunak (+24)                | Athletic Club (378), R. C. D. Espanyol (29) |
| 8    | Iraia Iturregi         | 425   | (+334) | 1999-00 (16) | C. D. Sondika (14)                 | S. D. Leoia (54), Athletic Club (357) |
| 9    | Mari Paz Vilas         | 415   | (353)  | 2006-07 (17) | Levante U. D. (49)                 | F. C. Barcelona (45), R. C. D. Espanyol (59), Valencia C. F. (182), Real Betis (54), F. C. Levante Las Planas (34)                                                                                       |
| =    | Débora García          | 415   | (319)  | 2006-07 (19) | R. C. D. Espanyol (145)            | U. E. L'Estartit (33), Atlético de Madrid (51), Valencia C. F. (74), Sevilla F. C. (102) |
| 11   | Míriam Diéguez         | 411   | (381)  | 2002-03 (18) | R. C. D. Espanyol (153)            | Rayo Vallecano (18), F. C. Barcelona (140), Levante U. D. (30), Málaga C. F. (25), Deportivo Alavés (45)                                                                                                 |
| 12   | Eunate Arraiza         | 399   | (322)  | 2006-07 (17) | S. D. Lagunak (109)                | Athletic Club (290) |
| 13   | Marta Unzué            | 394   | (336)  | 2006-07 (17) | F. C. Barcelona (280)              | Athletic Club (114) |
| 14   | Sonia Bermúdez         | 393   | (367)  | 2002-03 (19) | C. F. F. Estudiantes de Huelva (8) | C. E. Sabadell F. C. (10), Rayo Vallecano (131), F. C. Barcelona (115), Atlético de Madrid (86), Levante U. D. (43)                                                                                      |
| 15   | Ivana Andrés           | 391   | (382)  | 2009-10 (15) | Valencia C. F. (237)               | Levante U. D. (49), Real Madrid C. F. (105) |
| =    | Ángela Sosa            | 391   | (345)  | 2006-07 (16) | C. D. Híspalis (28)                | Sevilla F. C. (40), Sporting de Huelva (28), Atlético de Madrid (163), Real Betis (91), Levante U. D. (41)                                                                                               |
| 17   | Alexia Putellas        | 384   | (315)  | 2009-10 (16) | R. C. D. Espanyol (25)             | Levante U. D. (34), F. C. Barcelona (325) |
| 18   | Núria Mendoza          | 380   | (355)  | 2010-11 (15) | R. C. D. Espanyol (107)            | Real Sociedad (166), Levante U. D. (80), Madrid C. F. F. (27) |
| 19   | Alexandra López        | 379   | (342)  | 2004-05 (16) | C. D. Híspalis (94)                | Rayo Vallecano (200), Atlético de Madrid (25), Madrid C. F. F. (60) |
| 20   | Ruth García            | 377   | (365)  | 2004-05 (16) | Levante U. D. (255)                | F. C. Barcelona (122) |
| 21   | Cristina Pizarro       | 376   | (312)  | 2006-07 (16) | Atlético de Madrid (74)            | Rayo Vallecano (93), C. E. Sant Gabriel (23), Real Sociedad (115), E. D. F. Logroño (49) |
| 22   | María Alharilla        | 375   | (346)  | 2009-10 (16) | Atlético Jiennense F. C. F. (14)   | Sporting de Huelva (60), Levante U. D. (301) |
| 23   | Esther González        | 374   | (298)  | 2009-10 (14) | Levante U. D. (100)                | Atlético Málaga (34), Sporting de Huelva (27), Atlético de Madrid (159), Real Madrid C. F. (54) |
| 24   | María José Pérez       | 373   | (304)  | 2002-03 (17) | C. E. Sabadell F. C. (34)          | C. F. F. Irex Puebla (46), C. F. F. Estudiantes de Huelva (21), Levante U. D. (30), U. D. Costa Adeje Tenrife (242)                                                                                      |
| 25   | Claudia Zornoza        | 372   | (334)  | 2008-09 (15) | C. F. Pozuelo de Alarcón (16)      | Rayo Vallecano (15), Atlético de Madrid (76), Valencia C. F. (75), Real Sociedad (30), Levante U. D. (80), Real Madrid C. F. (80)                                                                        |
| 26   | Nagore Calderón        | 368   | (276)  | 2009-10 (14) | Atlético de Madrid (181)           | Levante U. D. (28), Sevilla F. C. (159) |
| 27   | Elisabeth Ibarra       | 367   | (327)  | 2002-03 (15) | Athletic Club                      | |
| 28   | Mapi León              | 366   | (343)  | 2010-11 (15) | Transportes Alcaine (39)           | R. C. D. Espanyol (30), Atlético de Madrid (84), F. C. Barcelona (188) |
| =    | Patri Gavira           | 366   | (365)  | 2010-11 (15) | Sevilla F. C. (39)                 | Sporting de Huelva (87), U. D. Costa Adeje Tenerife (240) |
| 30   | Natalia Pablos         | 361   | (+230) | 2000-01 (18) | Rayo Vallecano (361)               | |
| 31   | Sara Monforte          | +360  | (+328) | 1999-00 (18) | Levante U. D. (+118)               | A. D. Colegio Alemán (17), R. C. D. Espanyol (107), Valencia C. F. (70), Zaragoza C. F. F. (48) |
| 32   | Lola Gallardo          | 349   | (349)  | 2009-10 (16) | Sevilla F. C. (21)                 | Sporting de Huelva (32), Atlético de Madrid (296) |
| =    | Ane Bergara            | 349   | (321)  | 2003-04 (17) | S. D. Lagunak (44)                 | R. C. D. Espanyol (142), Real Sociedad (116), F. C. Barcelona (33), Athletic Club (14) |
| 34   | Nekane Díez            | 348   | (256)  | 2007-08 (16) | Athletic Club                      | |
| =    | Cristina Martín-Prieto | 348   | (294)  | 2009-10 (14) | Sevilla F. C. (91)                 | Sporting de Huelva (118), U. D. Granadilla Tenerife (139) |
| 36   | Jennifer Hermoso       | 347   | (293)  | 2006-07 (15) | Atlético de Madrid (117)           | Rayo Vallecano (72), F. C. Barcelona (158) |
| 37   | Saray García           | +345  | (+325) | 1999-00 (20) | A. D. Torrejón C. F. (+127)        | Rayo Vallecano (170), Madrid C. F. F. (26), E. D. F. Logroño (22) |
| 38   | Jade Boho              | 343   | (270)  | 2003-04 (17) | A. D. Torrejón C. F. (53)          | Rayo Vallecano (135), Atlético de Madrid (30), Madrid C. F. F. (24), E. D. F. Logroño (76), Alhama C. F. (25)                                                                                            |
| 39   | Ainhoa Tirapu          | +342  | (+342) | 2007-08 (17) | S. D. Lagunak (20)                 | C. F. F. Puebla (+0), Athletic Club (322) |
| 40   | Marta Corredera        | 337   | (254)  | 2007-08 (15) | R. C. D. Espanyol (67)             | F. C. Barcelona (146), Atlético de Madrid (50), Levante U. D. (38), Real Madrid C. F. (36) |
| 41   | Sandra Paños           | 336   | (336)  | 2010-11 (14) | Levante U. D. (149)                | F. C. Barcelona (187) |

Estadísticas actualizadas hasta el último partido de la temporada 2024-25.

### Otros datos
- El F. C. Barcelona es el club con más temporadas disputadas con 33.
- Cuatro clubes han ganado tres o más títulos consecutivos: el F. C. Barcelona en seis temporadas consecutivas (2019-20, 2020-21, 2021-22, 2022-23, 2023-24 y 2024-25) y también cuatro consecutivas (2011-12, 2012-13, 2013-14, y 2014-15). Mientras que Athletic Club (2002-03, 2003-04 y 2004-05), Rayo Vallecano (2008-09, 2009-10 y 2010-11) y Atlético de Madrid (2016-17, 2017-18 y 2018-19) lograron tres de manera consecutiva.[96]
- Dos clubes se proclamaron campeones con puntaje perfecto: Levante U. D. en 28 partidos (2000-01) y F. C. Barcelona en 30 jornadas (2021-22).[97][98][99]
- Cinco equipos se han proclamado campeones invictos: Añorga K.K.E. (1991-92), Levante U. D. (2000-01), Athletic Club (2004-05), Atlético de Madrid (2016-17)[96] y F. C. Barcelona (2019-20, 2021-22 y 2023-24).[100]
- El F. C. Barcelona es el equipo con el récord de puntos en una temporada: 99 de 102 posibles (2020-21).[96]
- El F. C. Barcelona es el equipo con el récord de victorias en una temporada: 33 en 34 jornadas (2020-21).[101]
- El Levante U. D. es el equipo con el récord de goles a favor en una temporada: 252 goles en 28 partidos (2000-01).
- El Levante U. D. es el equipo con mejor promedio goleador en una temporada: 9 goles por partido (2000-01).
- El F. C. Barcelona es el equipo con el récord de menos goles en contra en una temporada: 6 goles en 21 jornadas (2019-20) y 9 en 30 jornadas (2014-15).
- El F. C. Barcelona es el equipo con el récord de partidos consecutivos marcando con 158 (2019-Act.).
- El F. C. Barcelona es el equipo con el récord de victorias consecutivas con 62 (2019-23).
- El F. C. Barcelona es el equipo con el récord de victorias consecutivas en casa con 70 (2019-24).
- El F. C. Barcelona es el equipo con el récord de victorias consecutivas fuera de casa con 30 (2021-23).
- El F. C. Barcelona es el equipo con el récord de partidos invictos con 64 (2021-23).
- El F. C. Barcelona es el equipo con el récord de partidos invictos en casa con 84 (2019-25).
- El F. C. Barcelona es el equipo con el récord de partidos fuera de casa con 31 (2021-23).
- El F. C. Barcelona es el equipo campeón con mayor diferencia respecto al segundo con 25 puntos (2020-21).
- Vero Boquete es la jugadora con más goles marcados en una temporada con 39 (2010-11).
- Sonia Bermúdez, Alexia Putellas y Marta Torrejón son las jugadoras con más títulos ganados con nueve.
- Iñigo Juaristi y Xavi Llorens son los entrenadores con más títulos ganados con cuatro.[102]

### Espectadores
- En la temporada 2002-03, el Athletic Club logró proclamarse campeón de liga en el Estadio de San Mamés frente a Hispalis ante 35 000 espectadores.[103]

- En abril de 2017, el derbi entre Valencia y Levante Unión Deportiva se disputó en el Estadio de Mestalla ante 17 000 espectadores.[104]

- En marzo de 2019, el partido entre Atlético de Madrid y Barcelona se jugó en el estadio Metropolitano ante 60 739 espectadores, y tuvo una audiencia televisiva promedio de 330 000 espectadores.[105]

- En marzo de 2022, el partido entre el F.C. Barcelona y el Real Madrid se jugó en el Camp Nou ante 91.553 espectadores. En el partido entre el F. C. Barcelona y Wolfsburgo, también jugado en el Camp Nou, se superó ligeramente esta cifra, llegando a los 91.648.[106]